# Bildstock Kœnigsmacker

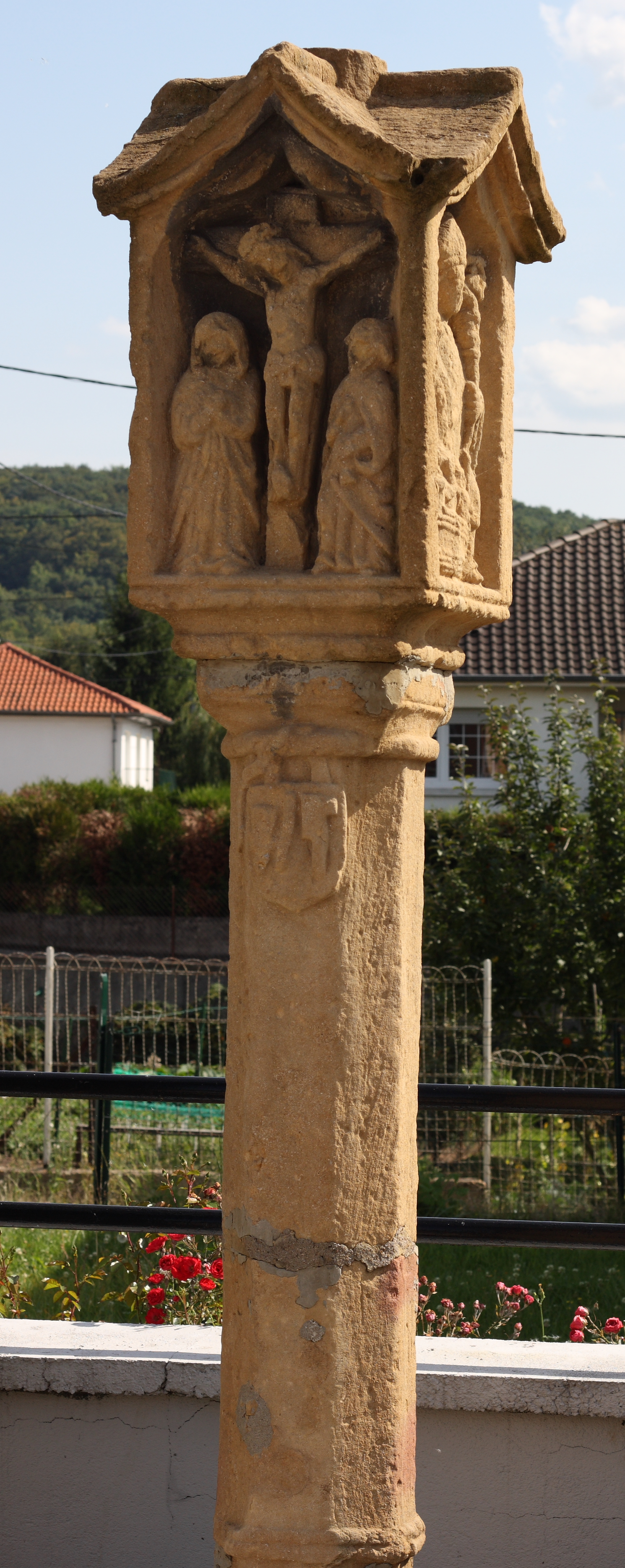
Wegekreuz in Kœnigsmacker

Der Bildstock Kœnigsmacker ist ein Bildstock in Kœnigsmacker, einer Gemeinde im französischen Département Moselle in der Region Grand Est, der im 18. Jahrhundert geschaffen wurde und reich skulptiert ist. Der Bildstock wurde in das Inventaire général du patrimoine culturel aufgenommen.

## Lage
Der Bildstock befindet sich an der Straße nach Basse-Ham an einer Einmündung zu einem Wohngebiet.

## Beschreibung
Der Bildstock auf einer zylindrischen Säule ist 37,9 cm hoch und 14,8 cm breit. Es ist aus Kalkstein geschaffen und stellt auf seinen vier Seiten die Kreuzigung Christi, den heiligen Nikolaus, die heilige Katharina und den Apostel Petrus dar. Auf dem Schaft ist ein Herz dargestellt, das von drei Nägeln durchbohrt wird.

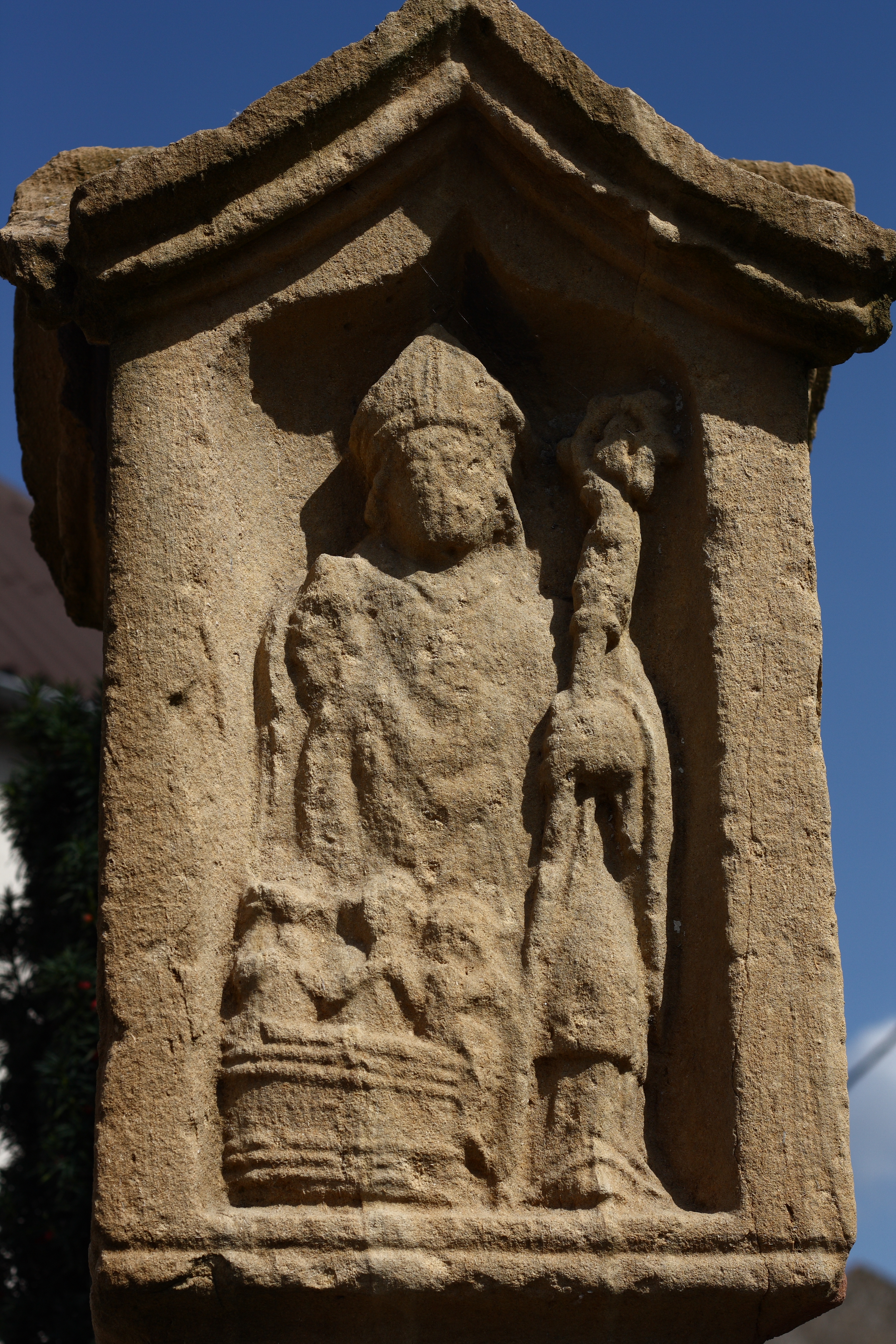
Heiliger Nikolaus mit Kindern in einem Salzfass zu seinen Füßen
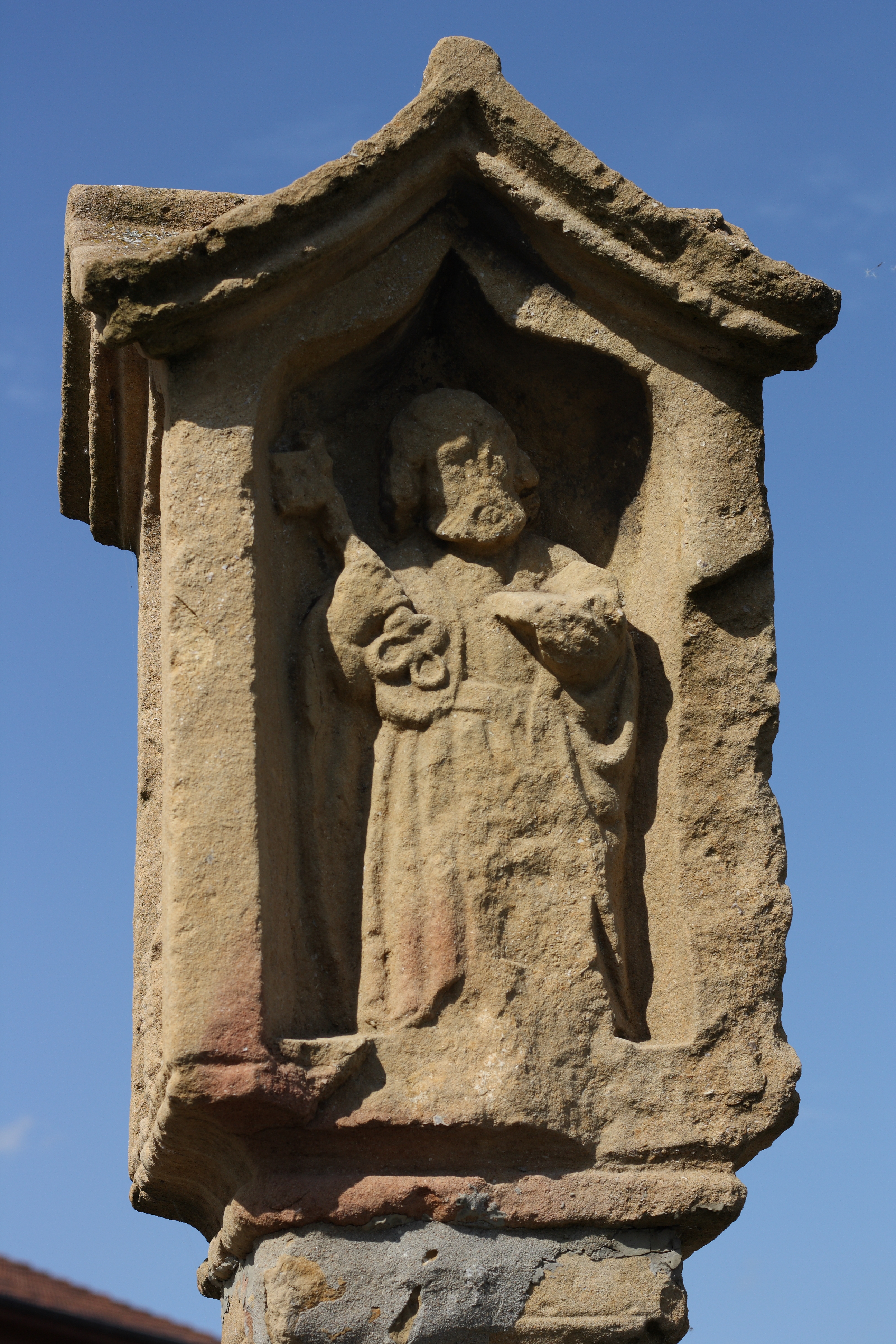
Apostel Petrus mit Schlüssel
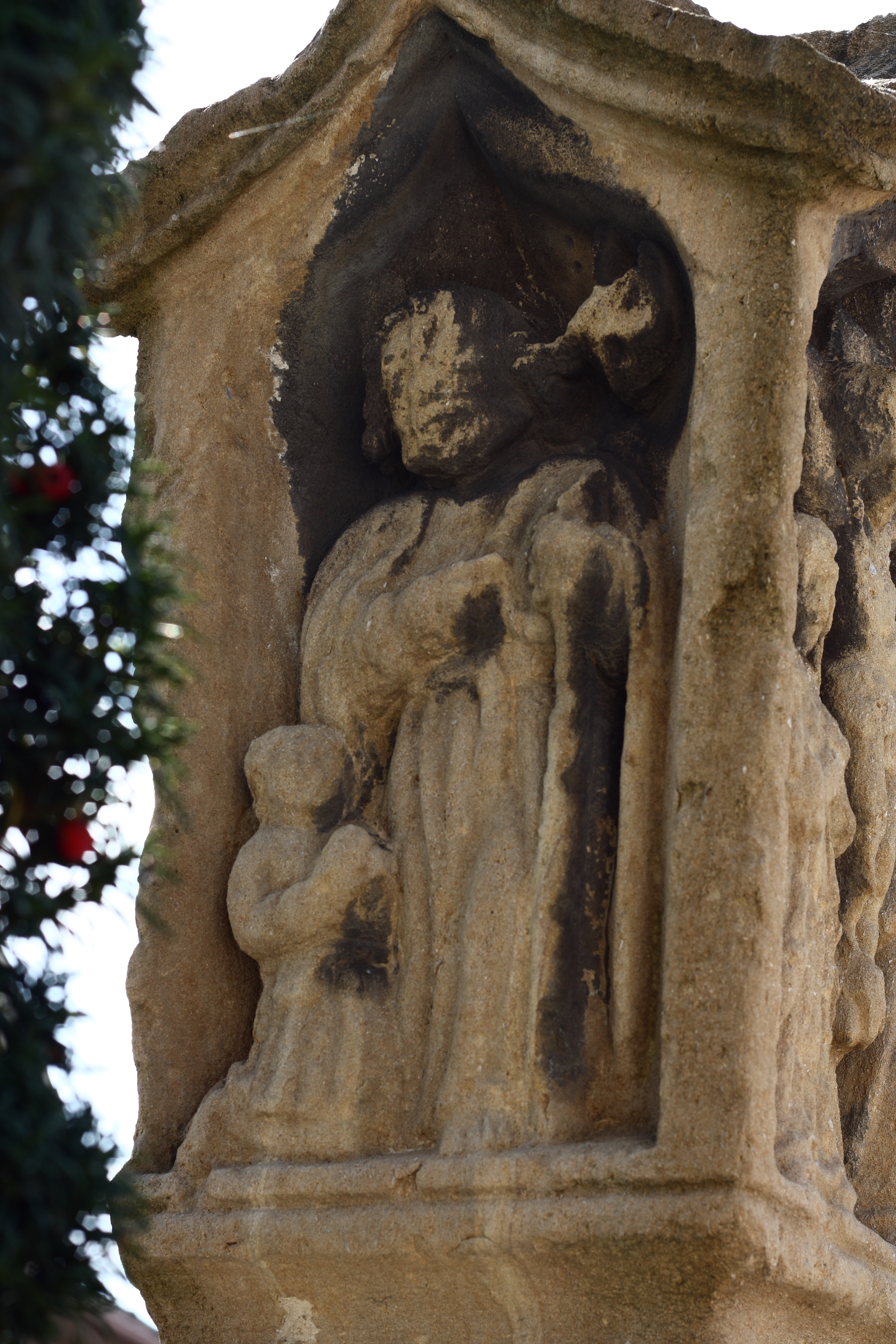
Heilige Katharina